# Monomorium parvinode
Monomorium parvinode är en myrart som beskrevs av Auguste-Henri Forel 1894. Monomorium parvinode ingår i släktet Monomorium och familjen myror. Inga underarter finns listade i Catalogue of Life.